# Colonia Guadalupe Tepeyac
Guadalupe Tepeyac es una colonia al norte de la Ciudad de México. Fue fundada a inicio de los años 1930 a raíz de una urbanización planeada y derivada por el fraccionamiento de la vecina colonia Industrial, manteniendo el corte clasemediero de las colonias del rumbo, Colonia Industrial, Colonia Estrella, Tepeyac Insurgentes y Guadalupe Insurgentes. Se caracterizó en ser la única colonia de la zona en no contar con un mercado propio como sus colonias vecinas Colonia Industrial, Colonia Estrella. 
Se caracteriza por la nomenclatura de sus calles, las cuales llevan nombres propios de personajes bíblicos: Abel, Sara, Rebeca, Julieta, Samuel, Noé, Graciela, Otilia, Saúl, Martha, etcétera.

## Ubicación y acceso
La Colonia Guadalupe Tepeyac está ubicada al norte de la Ciudad de México en el límite Sur de la Delegación Gustavo A Madero, cercada por la Avenida Victoria al Norte, Ferrocarril Hidalgo al oriente, Abel al sur y Calzada de Guadalupe al Poniente. 
Se pueden utilizar vías como Paseo de la Reforma, Calzada de los Misterios, Ferrocarril Hidalgo y Circuito Interior para acceder y salir de ella.

## Historia
Asentada en lo que fue el Potrero de los Regidores en tiempos del virreinato, posteriormente se le llamó Villa de Guadalupe Hidalgo a todo el contorno de la Basílica de Guadalupe, teniendo sus límites unos cuantos metros al sur-poniente de la colonia Guadalupe Tepeyac y colindando con la delegación Cuauhtémoc, núcleo de la vieja Ciudad de México.
Posteriormente en 1930, en los terrenos del norte de la colonia, la compañía Ford Motor Company se construyó su primera fábrica en México, la cual paso a convertirse en el primer edificio que ocupó los terrenos de esta colonia, extendiéndose los terrenos de la planta desde Calzada de Guadalupe, donde estaba la zona de ventas hasta Ferrocarril Hidalgo desde donde se conectaba la vía de servicio de la planta. Esta fábrica continuo produciendo hasta 1984, sirviendo como almacén hasta el año 2000 cuando las últimas instalaciones cerraron sus puertas definitivamente. Fue posterior al cierre de la planta en 1984 que Aurrerá adquirió dichos terrenos para convertirlos en el hipermercado Gran Bazar, el Centro Comercial Plaza Tepeyac, Vips y Suburbia. En 1997 desaparece grupo Aurrerá, ocasionando que las tiendas de Aurrerá e Hipermercado Gran Bazar, se cambien de nombre a Walmart esto debido a que el grupo Aurrerá fue comprado con el Grupo Cifra, y fue posterior al cierre definitivo de la Ford que en los terrenos aún usados como bodegas que se construyó un Sam's Club en 2005.
La creación de la Planta Ford fue la principal razón del fraccionamiento de las colonias circundantes como la Industrial, Estrella y esta misma colonia, siendo esta la razón de tanto las trazas tan regulares de las calles como el estilo arquitectónico de sus casas, que se construyeron durante la llegada del estilo internacional y el final del art-deco o del efímero colonial californiano. Como parte del diseño de la colonia se construyeron en el centro de esta dos parques, divididos por la avenida Noé, que sirve como eje de simetría en la colonia.
Con la creación de la colonia y la cercanía de la vía del ferrocarril Hidalgo es que se usan los terrenos localizados frente a esta avenida para la edificación de un pequeño complejo industrial, beneficiándose de su conexión con la vía del ferrocarril. Aunque actualmente esta zona industrial está desapareciendo, aún es posible ver fábricas con sus vías de servicio en uso.

## Parques, Centros Culturales y Servicios Públicos

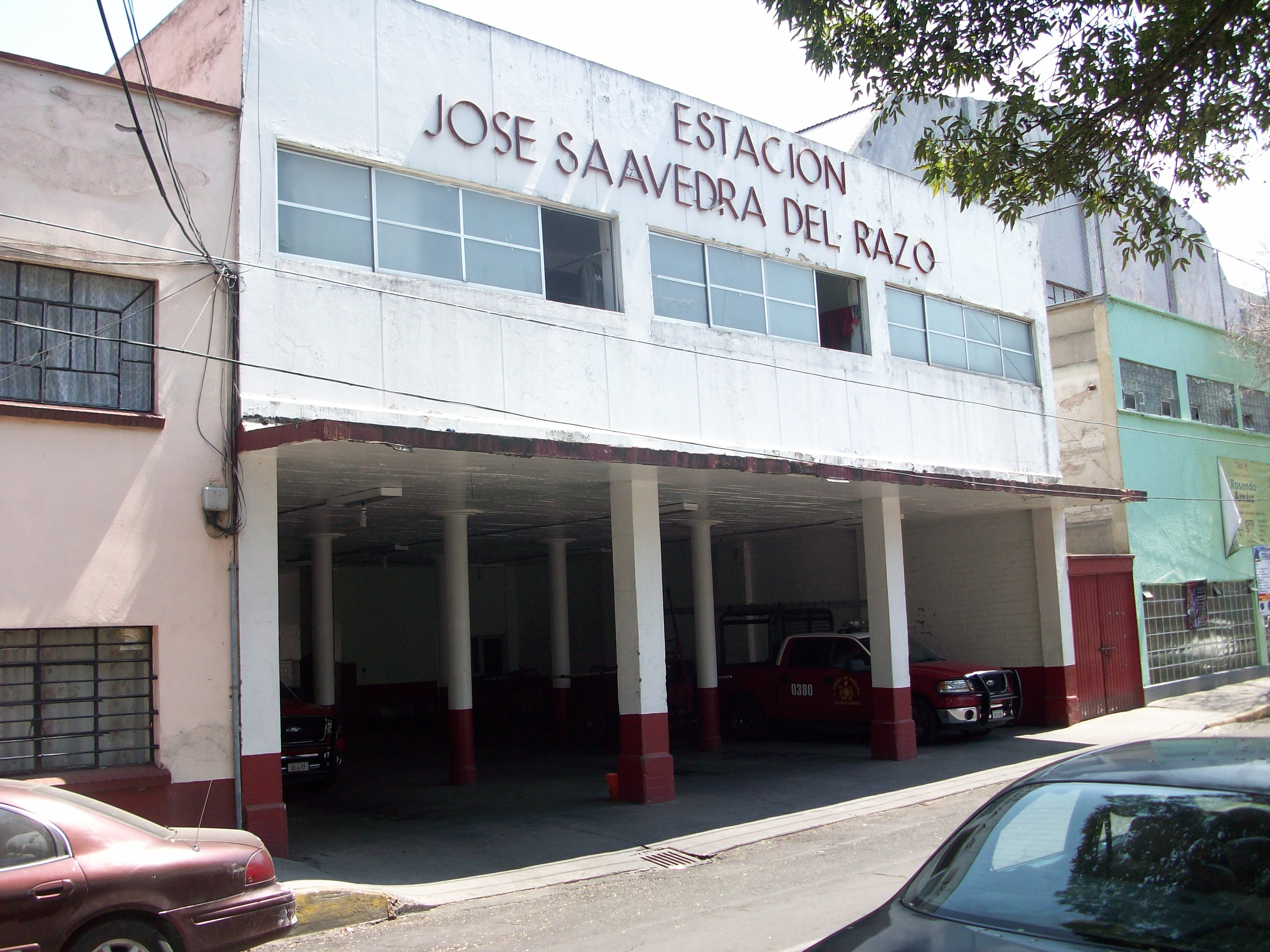
Estación de Bomberos Jose Saavedra del Razo

En el centro de la colonia se localiza el parque de Corpus Christi, este parque tiene la característica de estar dividido en dos por la avenida Noé, teniendo espacios deportivos y de esparcimiento, así como un kiosco y una fuente danzante similar a la de la Plaza de la República.
Frente a este parque en la esquina de avenida Noé y calle Graciela, del lado norte, se encuentra la Parroquia de Corpus Christi, sede de la primera zona pastoral de la Arquidiócesis Primada de México, la Conferencia del Episcopado Mexicano.
Al norte de la colonia y frente a Plaza Tepeyac, se encuentra la estación de bomberos José Saavedra del Razo que es la única en la delegación y detrás de esta, sobre la calle de Martha se encuentra el centro deportivo Rosendo Arnaiz.

## Comercios y tiendas de Autoservicio

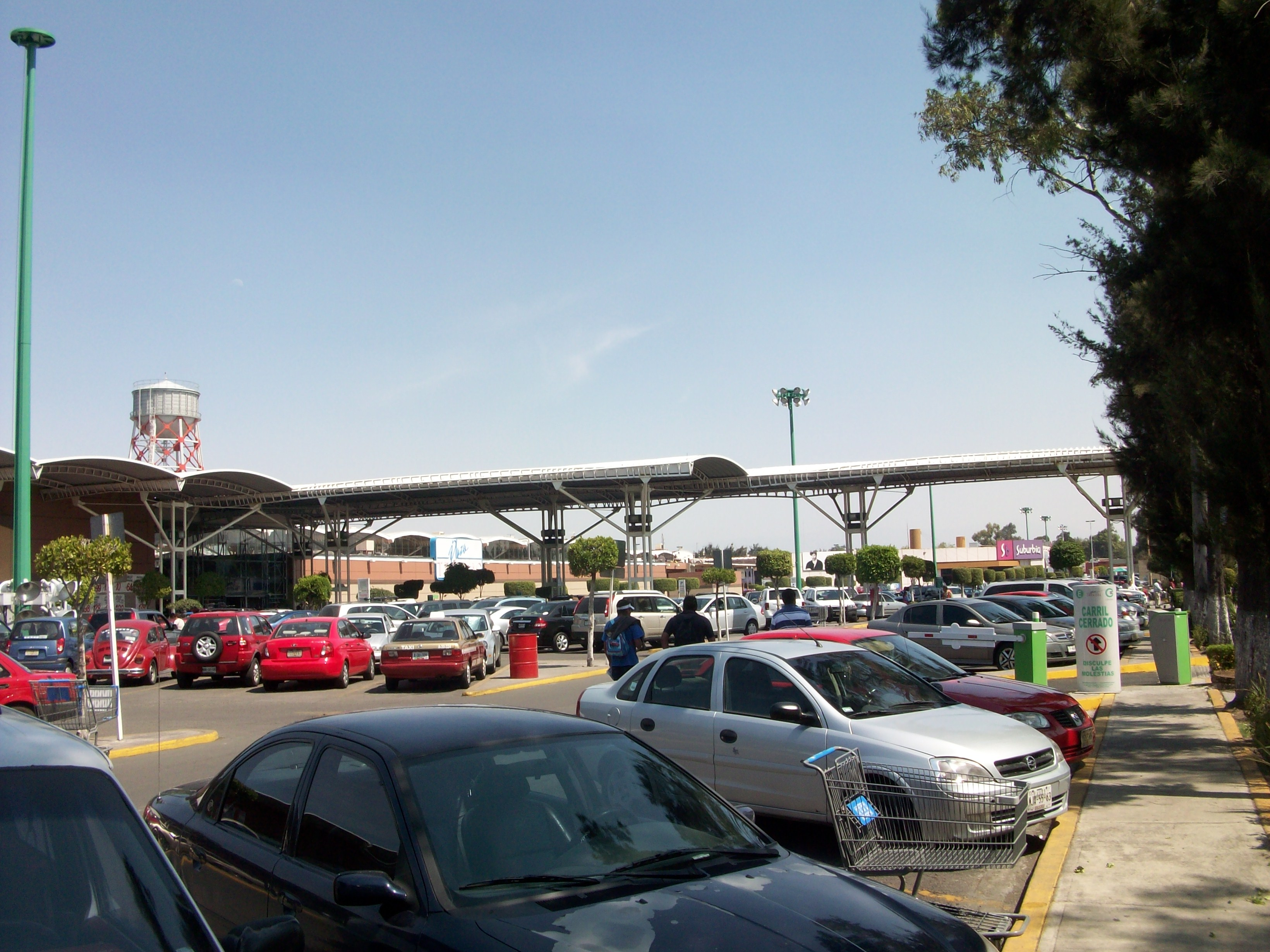
Plaza Tepeyac

Al norte de la colonia, en el terreno que tiene de límites las avenidas Victoria al norte, Ferrocarril Hidalgo al oriente, Henry Ford al sur y Calzada de Guadalupe al poniente, se encuentra la Plaza comercial llamada Plaza Tepeyac que la componen el supermercado Walmart, Suburbia y Sam's Club, así como los restaurantes Vips, El Portón y Chili's, aparte de la Plaza Tepeyac compuesta por varios locales comerciales más pequeños y los cines Cinépolis.
En su territorio alberga todo tipo de comercios, desde restaurantes de comida rápida McDonald's, Burger King, cafés con música en vivo, peluquerías, bancos BBVA, Banorte, Banamex, tiendas de mascotas, zapaterías, heladerías, y establecimientos diversos de consumo. 
En el interior de la colonia uno de los negocios más antiguos que abarca desde la década de los 60's es una cafetería llamada Apolo, una tortera que ambos se ubican en contra esquina del parque de la colonia llamado Corpus Christi y una tienda de abarrotes que abarca desde la década de los 60's adentro de la colonia entre las calles de Saúl y Carlota. .